# Into the Now
Into the Now är Teslas femte studioalbum. Det var deras första studioalbum efter upplösningen 1994, och även deras första utan Geffen Records. Istället hade de skrivit kontrakt med Sanctuary Records.

## Låtlista
1. Into the Now (Hannon, Keith, Luccketta) - 4:25
2. Look @ Me (Hannon, Keith, Skeoch, Sommers, Wheat) - 4:16
3. What a Shame (Hannon, Keith, Wheat) - 4:29
4. Heaven Nine Eleven (Hannon) - 4:38
5. Words Can't Explain (Hannon, Keith) - 3:14
6. Caught in a Dream (Hannon, Keith) - 4:50
7. Miles Away (Hannon, Keith) - 6:55
8. Mighty Mouse (Hannon, Keith, Sommers, Wheat) - 4:14
9. Got No Glory (Hannon, Keith) - 4:19
10. Come to Me(Hannon, Keith) - 4:43
11. Recognize (Hannon, Keith, Skeoch) - 5:00
12. Only You (Hannon, Keith, Skeoch, Sommers) - 4:33